# Литвин Зоя В'ячеславівна
Зоя В'ячеславівна Литвин (нар. 2 квітня 1986, Київ) — українська громадська діячка, підприємиця й освітянка. Засновниця та голова громадської спілки «Освіторія», засновниця Новопечерської школи та премії для вчителів-новаторів Global Teacher Prize Ukraine.

## Життєпис
Народилась 2 квітня 1986 р. у Києві. У 2003—2009 навчалась у Києво-Могилянській академії на факультеті економічних наук та у школі журналістики (магістр). 2011 року здобула освтіту за програмою «Управління навчальним закладом» у Київському університеті імені Бориса Грінченка. У студентські роки працювала асистенткою у Секретаріаті Кабінету міністрів України та стажувалась у KyivPost.
2010—2013 — працювала у девелоперській компанії UDP, очолювала напрямок маркетингу.
2013 — заснувала громадську спілку «Освіторія», що системно розвиває освіту в Україні протягом 10 років.
Серед основних проєктів «Освіторії»:
- Премія для вчителів Global Teacher Prize Ukraine;
- Інтернет-видання «Освіторія Медіа»;
- Благодійна програма для вихованців інтернатів «Перша професія»;
- Безкоштовна онлайн-платформа для підготовки до ЗНО «iLearn»;
- Національна платформа для дистанційного та змішаного навчання «Всеукраїнська школа онлайн»;
- Освітній застосунок «Вивчаю —- не чекаю»;
- Платформа О.університет з курсами для вчителів та освітян;
- Тренінговий центр для вчителів

2014 — заснувала Новопечерську школу, що увійшла до ТОП-100 найінноваційніших шкіл світу та стала першою школою в Україні, що видає українсько-канадський диплом. ГС «Освіторія» щорічно виділяє грант на навчання у Новопечерській школі для талановитих школярів.
2020 року під час карантину, ГС «Освіторія» та Новопечерська школа стали партнерами Всеукраїнської школи онлайн.
З 2022 року по сьогодні — Литвин фокусується на питанні освітніх втрат та подоланні наслідків, спричинених повномасштабним вторгненням. 
У 2023 — навчалася в Harvard Kennedy School на програмі «Global Leadership and Public Policy». 
У грудні 2024 очолила Global Government Technology Centre Kyiv. Це спільний проєкт МінЦифри та World EconomicForum. Центр у Києві є другим у світі GovTech-центром після Берліна та 21-м Центром четвертої промислової революції (C4IR) у мережі Всесвітнього економічного форуму.  
Серед задач GGTC Kyiv: 
- бути місцем, де міжнародні технологічні компанії та державні інституції створюватимуть інструменти для більш прозорого та доступного управління;
- пілотувати та масштабувати технології в Україні з залученням глобальних інвестицій;
- зрощувати покоління майбутніх діджитал-лідерів.

## Громадська діяльність
У межах ГС «Освіторія» зокрема було запущено окремий напрямок з подолання освітніх втрат, представлений проєктами «Наздоженемо» (курси для вчителів щодо виявлення освітніх втрат серед учнів та подальшого їх подолання) та «ДІЗНайся» (курс для вчителів з опанування навичок, необхідних для дистанційного та змішаного навчання). 
Окрім цього, «Освіторія» реалізовує проєкт «Перша професія». Це безкоштовні гуртки для дітей з інтернатів. Під керівництвом вчителів-менторів вони опановують основи вибраної справи, відвідують малі та великі виробництва, щоб краще зрозуміти, що як працює зсередини.
У 2022 Литвин виступила на всесвітній конференції TED у Ванкувері. За менше, ніж 7 хвилин, вдалося зібрати понад 1,7 мільйон доларів для України.
Долучається до відновлення пошкоджених внаслідок російської агресії шкіл у межах проєкту «REducation» ГС «Освіторія». 
Так, в ліцеї 3 в Ірпені було відновлено профільні класи (хімії, біології та фізики), а також бібліотеку. Наразі ліцей знову відкрив свої двері для учнів.
Окрім цього, протягом 2023 понад 56 шкіл отримали матеріальну допомогу у вигляді техніки, генераторів тощо.
У листопаді 2024 «Освіторія» випустила дослідження «Вчителі України: кадровий потенціал». Його ціль — оцінити стан вчительства в Україні сьогодні та спрогнозувати необхідність у вчителях до 2030 року. 

## Відзнаки та нагороди
- ТОП-5 жінок-підприємиць за версією ООН 2019[4][5].
- ТОП-100 найвпливовіших жінок України за версією журналу ФОКУС 2018, 2019[6] та 2020;
- Почесне звання «Заслужений працівник освіти України» (2020) — за значний особистий внесок у державне будівництво, соціально-економічний, науково-технічний, культурно-освітній розвиток України, вагомі трудові здобутки та високий професіоналізм[7]
- 2021 — увійшла до рейтингу НВ «Топ-100 успішних жінок України» в категорії «Суспільство»
- Входить до спільноти YGL WEF.

## Сім'я
Чоловік — підприємець Василь Хмельницький. Син — Іван, 2007 р.н., дочка — Маруся, 2020 р.н.

## Інтерв'ю та публікації
- ЗОЯ ЛИТВИН: Дитсадки в Києва та проблеми освітньої системи | БАХМАТОВ PODCAST П.Б.Л.Б SE01S05
- Як змінилася українська освіта під час війни
- Які зарплати мають бути у вчителів | Совок в освіті | Англійська мова | НУШ – ЛИТВИН П.Б.Л.Б SE06E08
- Голова Освіторії Зоя ЛИТВИН |ЦІКАВО
- Українська освіта: проблеми, виклики, перспективи. Україна 2030
- «Спосіб захищати наше завтра — допомога освіті та дітям у навчанні»
- Професія на межі: як повернути престиж учителювання в Україні
- «Освіта – найприбутковіша інвестиція держави в громадян». Зоя Литвин про нову роль вчителя та шляхи подолання освітніх втрат
- Як навчатися в приватній школі безкоштовно
- Головне про результати PISA: Хороші новини є, але їх небагато